# Мадам Батерфлај (опера)
Мадам Батерфлај је опера Ђакомa Пучинија у три чина. Ова опера је базирана на краткој причи „Мадам Батерфлај”" (1898) писца Џона Лутера Лонга, која је настала на бази прича које је Лонгу казивала његова сестара Џени Корел и на семи-аутобиографској француској новели из 1887. године Мадам Хризантема аутора Пјера Лотија. Лонгову верзију је драматизовао Дејвид Беласко као драму са једним чином Мадам Батерфлај: Трагедија Јапана, која је након премијере у Њујорку 1900. године, пренета у Лондон, где ју је Пучини видео током лета те године.

## Праизведба
17. фебруар 1904. Миланска скала.

## Праизведба у Србији
11. фебруар 1920. Београд

## Ликови
Чо-Чо-Сан, позната као Мадам Батерфлај - сопран
Сузуки, њена служавка - мецосопран
Пинкертон, поручник у Америчкој морнарици - тенор
Шарплес, Амерички конзул - баритон
Горо, подводач - тенор
Ујак Бонза - бас

Царски комесар - бас
- Опера Мадам Батерфлај у Српском народном позоришту, сезона 2008/2009. Фотографије су део фото збирке Српског народног позоришта.
- "Мадам Батерфлај", опера у три чина Ђакома Пучинија у режији Воје Солдатовића; Опера СНП-а, Нови Сад, 2008/09; оперске певачице: Милица Стојадиновић (сопран), Јелена Кончар (мецосопран)
- "Мадам Батерфлај", опера у три чина Ђакома Пучинија у режији Воје Солдатовића; Опера СНП-а, Нови Сад, 2008/09; оперски певачи: Свитлана Декар (сопран), Бранислав Јатић (бас)
- "Мадам Батерфлај", опера у три чина Ђакома Пучинија у режији Воје Солдатовића; Опера СНП-а, Нови Сад, 2008/09; Свитлана Декар (сопран), Саша Петровић (тенор)
- "Мадам Батерфлај", опера у три чина Ђакома Пучинија у режији Воје Солдатовића; Опера СНП-а, Нови Сад, 2008/09; оперски певачи: Свитлана Декар (сопран), Славољуб Коцић (тенор)
- "Мадам Батерфлај", опера у три чина Ђакома Пучинија у режији Воје Солдатовића; Опера СНП-а, Нови Сад, 2008/09; Лаура Павловић (сопран), Јанко Синадиновић (тенор)
- "Мадам Батерфлај", опера у три чина Ђакома Пучинија у режији Воје Солдатовића; Опера СНП-а, Нови Сад, 2008/09; Саша Штулић (тенор), Васа Стајкић (баритон)

## Радња
Радња се одвија у јапанском граду Нагасакију, почетком 20. века. Млади поручник Америчке морнарице по имену Пинкертон жени се петнаестогодишњом Јапанком Чо Чо Сан. На венчању Пинкертон говори са америчким конзулом хвалећи лепоту своје невесте али износи и мишљење да се срећа може наћи само у својој земљи. Конзул саветује Пинкертона да Јапанка неће схватити венчање као пролазну авантуру, али у току обреда долази невестин ујак Бонза и прекида весеље изјавом како је млада издала своју веру преласком у хришћанство. Пинкертон га избацује напоље.
Три године касније Чо Чо Сан позната сад и као Мадам Батерфлај, још увек гаји наду да ће јој се муж вратити. С друге стране Пинкертон јој преко конзула шаље мало новца за основне потребе, што опет није довољно па она са дететом живи у сиромаштву. Онда јој подводач Горо нуди прилику да пређе да живи у дому богаташа Јамадарија као бивша гејша, али она то одбија. Када јој Конзул Шарплес буде рекао да се Пинкертон вероватно никад неће вратити, Мадам Батерфлај остаје пренеражена говорећи да јој у том случају остаје само самоубиство или враћање претходном животу као гејша.
Пинкертон ипак долази у Јапан на опште задовољство Мадам Батерфлај која облачи венчану хаљину и са сином дочекује мужа. Пинкертон пак долази са својом америчком женом у намери да одведу са собом сина Гороа. Тек тада Чо Чо Сан схвата да јој се муж никад неће вратити и сломљеног срца пристаје да преда сина али само лично оцу. Дирљиво се опрашта од детета и извршава харакири. Из даљине се чује како Пинкертон дозива њено име.

## Рецепција
У свом почетном облику, опера није наишла на добар пријем. Премијера у Милану је била фијаско, како је Пучинијева сестра, Рамелдa, написала у писму свом мужу:
У два сата отишли смо у кревет, а ја не могу ни мало да заспим; и да кажем да смо сви били тако сигурни! Ђакома, јадничка, никад га нисмо видели, јер нисмо могли на сцену. Дошли смо до краја и не знам како. Други чин уопште нисам чула, а пре него што се опера завршила, истрчали смо из позоришта.
Веома је тешко проценити зашто је верзија која је премијерно изведена у Милану оставила публику у таквом разочарењу, јер се не разликује много од верзије која је само неколико месеци касније тријумфовала у Бреши.
Мадам Батерфлај су критиковали неки амерички интелектуалци због оријентализма. Упркос оваквим мишљењима, Мадам Батерфлај је успешно извођена у Јапану у разним адаптацијама од 1914. Пучинијева музика је прошла релативно незапажено у погледу раскошног либрета.
Данас је Мадам Батерфлај шеста најизвођенија опера на свету и сматра се ремек-делом, са Пучинијевом оркестрацијом хваљена као бистра, течна и префињена. "Un bel dì, vedremo" је најпознатија арија из Мадам Батерфлаја и једна од најпрепознатљивијих сопранских арија у свету опере.

## Адаптације
- 1915: Верзију немог филма режирао је Сидни Олкот, а глумила је Мери Пикфорд.[13]
- 1919: Верзија немог (затамњеног) филма (названа Харакири) у режији Фрица Ланга и у којој глуме Пол Бинсфелт, Лил Даговер, Џорџ Џон и Нилс Приен.[14]
- 1922: Објављен је неми филм у боји, Данак мора, заснован на опери/представи. Овај филм, у којем је глумила Ана Меј Вонг у својој првој главној улози, преселио је причу у Кину. Био је то други двобојни Техниколоров филм икада објављен и први филм направљен коришћењем Техниколоровог процеса 2.[15]
- 1931: Сажети Чочо-сан од Такаразушког прегледа[16]
- 1932: Мадам Батерфлај, драма без певања (са великим делом Пучинијеве партитуре у музичком подцрту) коју је направио Парамоунт са Силвијом Сидни и Керијем Грантом у главној улози у црно-белом.[17]
- 1940: Очо Фуџин но Генсо (お蝶夫人の幻想) „Илузија Мадам Батерфлај“, 12-минутни јапански филм анимираних силуета.[18][19][20]
- 1954: Мадам Батерфлај, екранизација опере, коју је режирао Кармин Галон у заједничкој продукцији италијанског Цинериза и јапанског Тохоа. Филм је снимљен у Техниколору у Чинечити у Риму, Италија. У главним улогама су јапанска глумица Каору Јачигуса као Кио-Кио Сан и италијански тенор Никола Филакуриди као Пинкертон, а са јапанским глумцима и италијанским глумцима које су синхронизовали италијански оперски певачи.[21]
- 1965: Сао Круа Фах, тајландски филм од 16 mm у којем глуме Митр Чајбанча и Писамај Вилајсак.[22]
- 1974: Мадам Батерфлај, немачка телевизијска адаптација опере са Мирелом Френи и Пласидом Домингом у главним улогама, у режији Жан-Пјера Понела.[23]
- 1988: Представа М. Батерфлај Дејвида Хенрија Хванга делимично је заснована на Мадам Батерфлај, као и на причи о француском дипломати Бернару Бурсикоу и пекиншком оперском певачу Ши Пеј Пу.[24][25]
- 1989: Мјузикл Вест Енда и Бродвеја Госпођица Сајгон је делимично заснован на Мадам Батерфлај. Прича је премештена у Вијетнам и Тајланд и смештена у позадини Вијетнамског рата и пада Сајгона, али централне теме су углавном непромењене.
- 1995: Фредерик Митеран режирао је филмску верзију опере Мадам Батерфлај, у Тунису, Северна Африка, са Ричардом Трокселом и кинеском певачицом Јинг Хуанг у главним улогама.[26]
- 1995: Аустралијски кореограф Стентон Велч креирао је балет, инспирисан овом опером, за Аустралијски балет.[27]
- 1996: Албум Пинкертон рок групе Визер био је донекле заснован на опери.[28]
- 2004: На 100. годишњицу Мадам Батерфлај, Шигеаки Саегуса је компоновао Јр. Батерфлај на либрето Масахико Шхимаде.[29]
- 2011: Чо чо сан, јапански роман и ТВ драмска серија заснована на роману, који је написао Шиничи Ичикава. Заснована на оригиналној опери, прича приказује тужну љубав и буран живот самурајске ћерке која у младости губи родитеље и постаје шегрт гејше, а смештена је у рану меиџи еру у Нагасакију у Јапану. У главној улози јапанска глумица Аои Мијазаки као Чо Ито (Чо чо сан).[30]
- 2013: Чо Чо, музичка драма Данијела Кина, музика Ченг Ђина, смештена у Шангај 1930-их.[31]

## Занимљивости
Прва верзија опере имала је три чина, али премијера је доживела неуспех па је Пучини додао неке исправке. После спајања другог и трећег чина нова верзија је у својој премијери, у Брешти 28. маја, доживела потпуни успех. По свету се приказују обе верзије и обе су успешне чинећи тако „Мадам Батерфлај“ класичном опером која никада не застарева.